# Jean Martinet (architecte)
Pour les articles homonymes, voir Martinet et Jean Martinet.
Jean Martinet (fin du XVIe siècle - 1649) est un architecte français du XVIIe siècle du comté de Laval.

## Biographie

### Origines
Il est né vers la fin du XVIe siècle. On le trouve associé dans un marché en 1630 avec Tugal Caris pour l'achat de 600 charretées de pierres des carrières de la Couldre et de Bootz à Changé. Cet achat ne concerne pas la construction de retables.
Il est l'époux de Renée Bellier, sans doute la sœur de Guillaume et Michel Bellier. Il est aussi lié par des liens familiaux à la famille d'architectes Langlois
Ils ont plusieurs enfants, dont un fils Olivier Martinet, qui devient architecte.

### Architecte

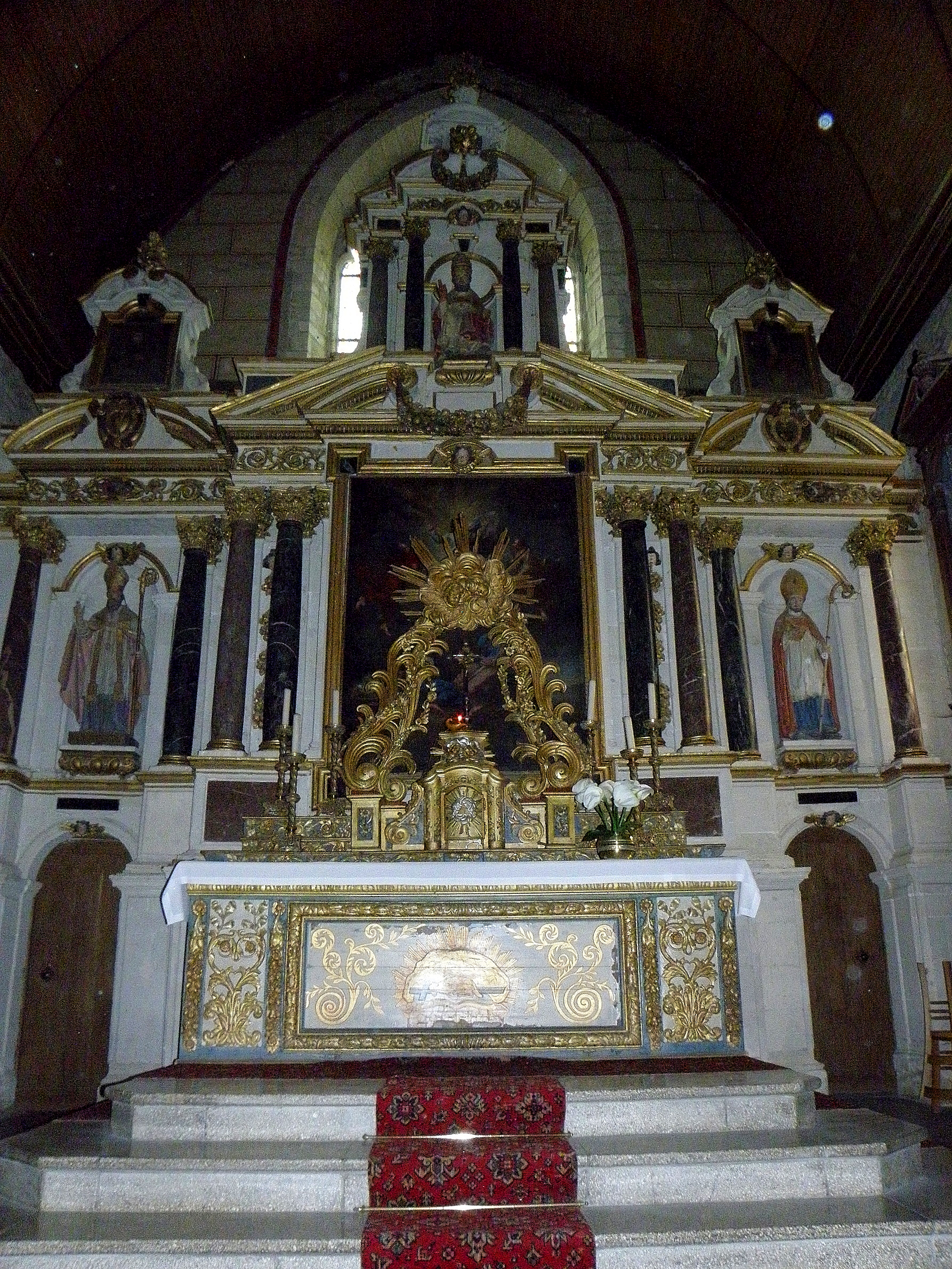
Le maître-autel et son retable de l'église de Visseiche.

Il travaille comme architecte à l'Hôpital Saint-Julien de Laval à plusieurs périodes : 1608-1613, 1619-1619. 
En 1621, il conclut deux marchés avec les Jésuites de La Flèche pour : 1. La construction d'un autel dédié à Saint-Ignace dans une chapelle latérale de la grande église des Jésuites, 2. Une clôture pour la chapelle Saint-Ignace qui devait par la suite servir de prototypes aux clôtures des 4 chapelles latérales du haut de la nef.
En 1624, il est à Vitré, comme son beau-frère Antoine Agenyau. Il y commence la construction du maître-autel de l'Église Notre-Dame de Vitré. 
En 1628, Martinet construit à Craon deux autels que les paroissiens de Saint-Clément de Craon lui commandent. En 1629, il est à Meslay-du-Maine où il donne les plans d'un clocher au flanc de l'église Saint-Pierre. On ne connait pas son activité de 1630 à 1636. On lui attribue néanmoins le retable du maître-autel (1629) de l'église Saint-Médard de Billé.
En juin 1636, Tugal Caris est à Laval où il conteste la qualité du marbre commandé à Étienne Arnoul, et demande une expertise à Pierre Corbineau et Jean Martinet. Jean Martinet construit ensuite le maître-autel de l'Église Saint-Étienne de Rennes en 1638. On lui attribue le retable lavallois du maître-autel (1638) de l'église Saint-Pierre de Visseiche.
Il est associé ensuite avec Tugal Caris dans le marché du maître-autel de la cathédrale de Tréguier en 1639. Il décède en 1649.